# کاسای
کاسای (به لاتین: Kasai-Oriental) یک منطقهٔ مسکونی در جمهوری دموکراتیک کنگو است که در Kasaï-Oriental واقع شده‌است. کاسای ۹٬۵۴۵ کیلومترمربع مساحت و ۵٬۴۷۵٬۳۹۸ نفر جمعیت دارد.